# 勿来関

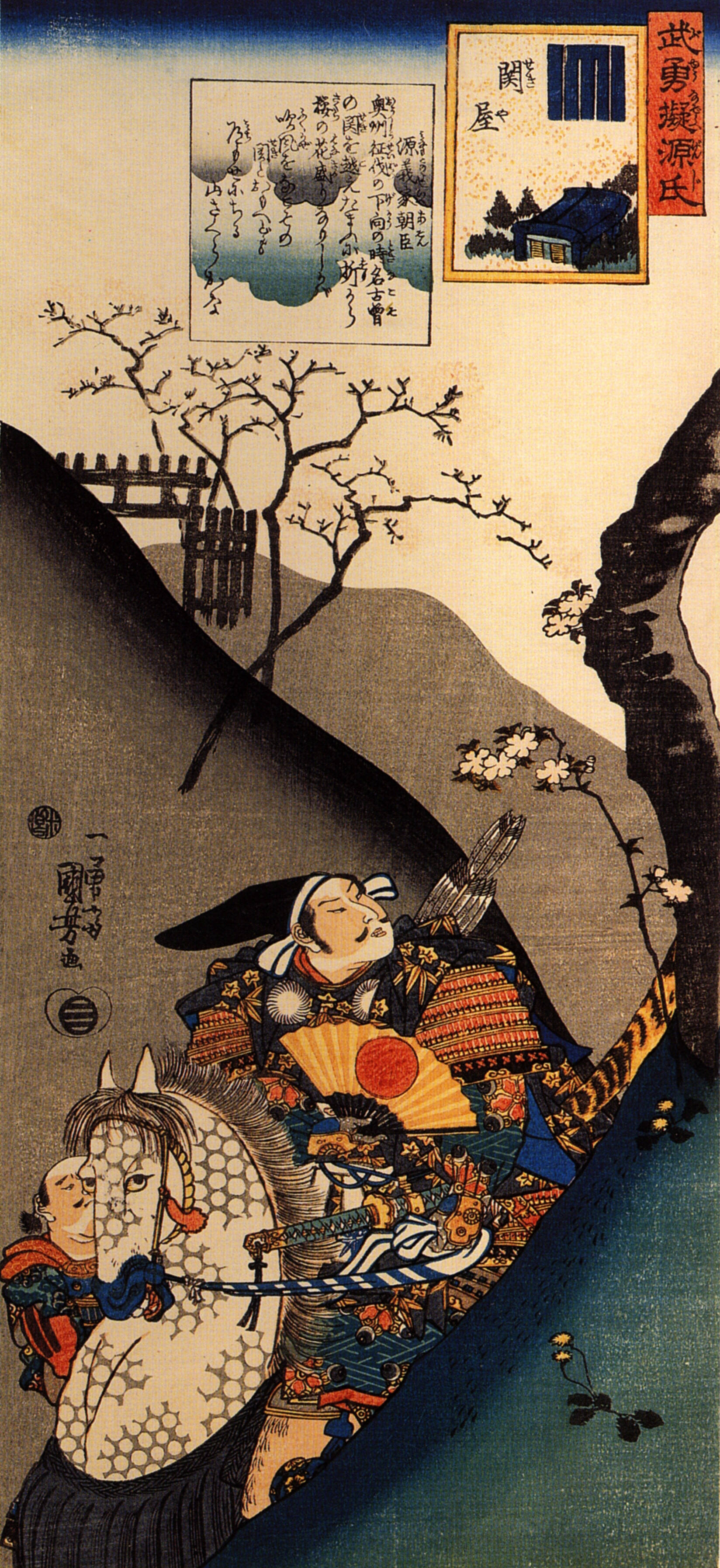
歌川国芳画『関屋 源義家朝臣』（『武勇擬源氏』のうち）。源義家が勿来関を訪れた際に詠んだ歌「ふくかせを なこそのせきと おもへとも みちもせにちる やまさくらかな」を描く。

勿来関（なこそのせき）は、古代から歌枕となっている関所の1つ。江戸時代の終わり頃からは「奥州三関」の1つに数えられている。所在地が諸説ある上、その存在自体を疑う説 もある。
以下、福島県の観光地「勿来の関」と区別するため、および、漢字表記にゆれがあるため、本論の関を「なこその関」と記す。

## 「なこそ」

### 語意
「なこそ」とは、古語における「禁止」の意味の両面接辞『な～そ』に、『来（く）』（カ行変格活用）の未然形「来（こ）」が挟まれた「な来そ」に由来する。現代語では「来るな」という意味。

### 漢字表記
「なこそ」の漢字表記では、万葉仮名あるいは平仮名の真名を用いて「名古曾」「名古曽」「奈古曽」と書かれる例と、訓であてて「名社」と書かれる例がある。また、漢文において「禁止」の意味で用いられる返読文字「勿」（～なかレ）を用いて「勿来」と書き、語釈から「なこそ」と読み下す例がある。関の名称であることから「来」に「越」の字を当てて「勿越」「莫越」と書く例も見られる（「莫」は「勿」と同様に禁止の意味の返読文字）。

## 関
「なこその関」は関とよぶも関所とはよばない。また、目下のところ、和歌など文学作品以外の古代の史料に「なこその関」を見出すことすらできていない。
一般に「なこその関」は、白河関、念種関（『吾妻鏡』の表記。江戸時代以降は鼠ヶ関、ほかに念珠ヶ関とも）とともに「奥州三関」に数えられている。「奥州三関」は、「奥州三古関」「奥羽三古関」「奥羽三関」とも呼ばれる。しかし、「奥州三関」がなこそ・白河・念種の三関を指していたのかの確証はない。
奈良時代に蝦夷の南下を防ぐ目的で設置されたとする説については、「なこそ」が来るなという意味であると考えられることからの付会、あるいは、他の関が軍事的に活用された事例の援用あるいは敷衍だと察せられるが、今のところそれを積極的、直截的に示す根拠は見当たらない。

## 所在地
今のところ、所在地は分かっていない。

### 考古学による推定
現在、考古学的な発掘調査を根拠とした所在地の推定はなされていない。

### 文学作品による推定
11世紀に『平中物語』の一節を引いて能因が遠江国（静岡県西部）に所在すると考えた『能因歌枕』の説のほか、17世紀に西山宗因が紀行文『宗因奥州紀行巻』のなかで「なこその関を越て」磐城平藩領に入っていると記していることなどから、現在の福島県いわき市に長らく比定されている。吉田松陰の『東北遊日記抄』にも現いわき市勿来町関田字関山付近を「勿来故関」と記録されている。ただし、「なこそ」の地名がこの周辺に存在した証はない。
福島県いわき市勿来町に所在したと考えられている菊多関の別名とする説もあるが、最近では区別されている。
歌枕であるなこその関は多くの歌人に詠まれているが、それらの歌からは陸奥国（東北地方の太平洋沿岸部）の海に程近い山の上の情景がイメージされる。しかし、一般に近代写実主義に拘束されていない近代以前の和歌においては、歌枕を詠むにあたってその地に臨む必要はない。なこその関を詠んだ歌についてもその多くは現地で詠んだ歌とは考えられていない。
なお、平安海進により、古代の海岸線の位置は現在と異なる。

### その他の推定

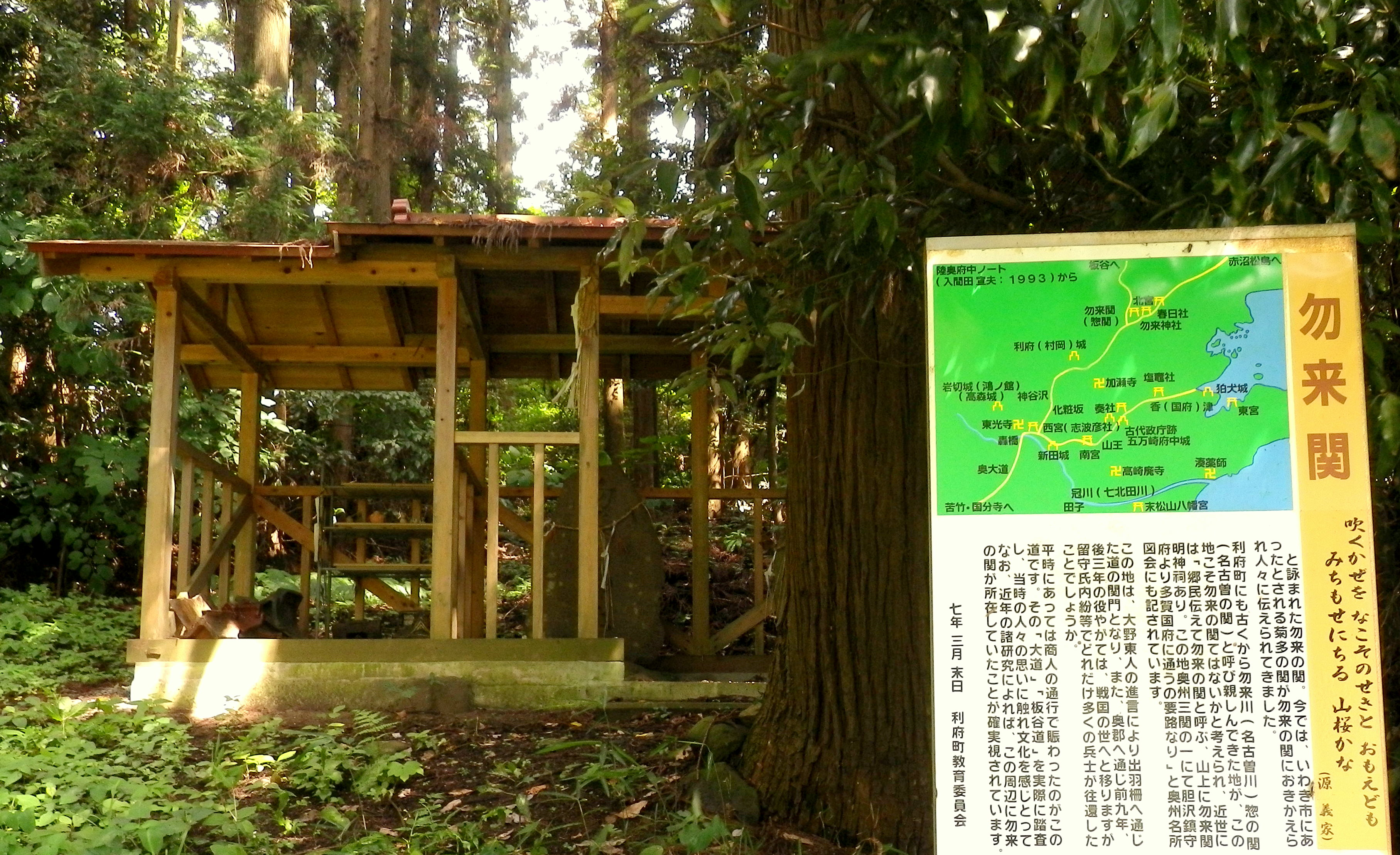
宮城県宮城郡利府町の名古曽にある「勿来神社」の碑および鞘堂（2010年8月）

陸奥国府・多賀城（北緯38度18分23.8秒 東経140度59分18秒 / 北緯38.306611度 東経140.98833度）や松島丘陵の軍事的な意味合い、19世紀ごろの江戸時代の絵図『陸奥名所図会』などを根拠に、奥大道と名古曽川（なこそがわ。現在は「勿来川」と書く。砂押川水系）が交わる宮城県宮城郡利府町森郷字名古曽に比定する説もある。
周囲は惣の関ダムが建設されたため地形が大きく変わり、現在は「なこその関」の説明看板と江戸時代に建立された「勿来神社」の碑（北緯38度20分35.1秒 東経140度59分24.8秒 / 北緯38.343083度 東経140.990222度）、および、利府街道沿いに「勿来の関跡」の誘導看板が設置されているのみである。なお、「勿来神社」の碑から約4km南に多賀城政庁跡がある。また、約700m北東に「北宮神社」（北緯38度20分45.7秒 東経140度59分51秒 / 北緯38.346028度 東経140.99750度）があり、これは陸奥府中の北端を示す「北宮」だったとされる。

## 歌枕
平安時代から近代前までに125首ほどの短歌形式の和歌に詠みこまれている。

## 観光地

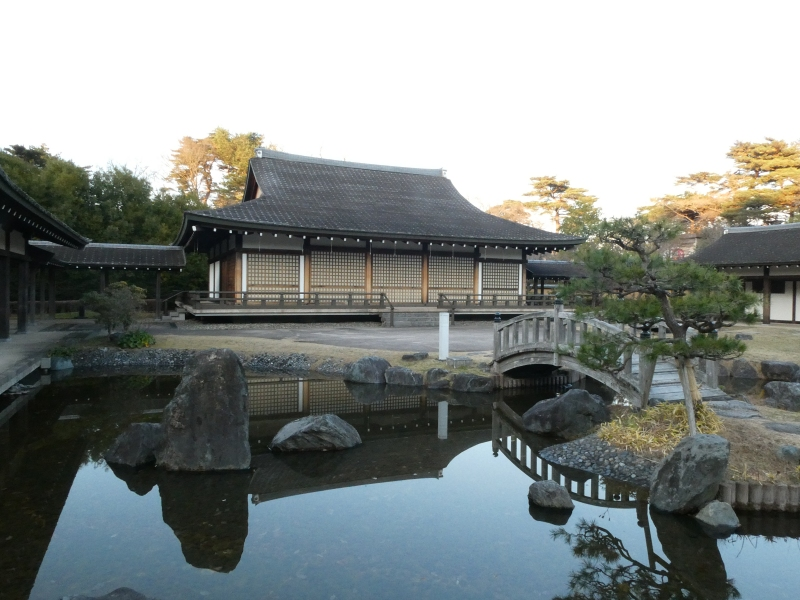
勿来の関公園吹風殿

江戸時代初期に現在の福島県いわき市勿来町関田字関山に「なこその関」を見立てるようになったため、観光地化した。江戸時代に関田村を領していた磐城平藩は、17世紀に桜の植樹をするなど、関跡に見立てた整備事業をたびたび行っている。
1889年（明治22年）4月1日、旧磐城平藩の関田村、および、旧棚倉藩の窪田村・四沢村・白米村・九面村・酒井村・大高村が合併し窪田村となった。1897年（明治30年）2月25日に日本鉄道海岸線（現・JR常磐線）に「勿来駅」が開設されると、その駅名にならって1925年（大正14年）5月1日には石城郡窪田村が町制を施行する際に改称して勿来町になり、「勿来」という地名が初めて生まれた。1927年（昭和2年）には福島民友新聞社が「勿来関趾」の碑を建立した（北緯36度52分6.3秒 東経140度46分51.8秒 / 北緯36.868417度 東経140.781056度）。

### 勿来の関公園
- 1951年（昭和26年）：福島県立自然公園としての指定。
- 1960年（昭和35年）：風致公園として都市計画決定がなされる。
- 1986年（昭和61年）：1988年（昭和63年）、遊歩道、詩歌の小径、駐車場等の整備が行われる。
- 1988年（昭和63年）：いわき市勿来関文学歴史館（観光施設）が開館。
- 2001年（平成13年）：いわき市勿来関文学歴史館（観光施設）が供用再開。はじめて学芸員を配置し小規模な企画展を開催。歌枕「なこその関」を紹介。
- 2007年（平成19年）：いわき市勿来の関公園吹風殿（公園施設）が開館。平安貴族の邸宅風の建物と庭園。休憩所やイベント会場として多目的に活用される。

現在は桜の名所としても知られる。また、古賀春一（勿来砿を主力とした大日本炭砿会社の創立者）の彰徳碑がある。